# Presidentvalet i Ryssland 2000
Presidentvalet i Ryssland 2000 hölls den 26 mars 2000.

## Resultat
| Kandidater          | Nominerande parti | Röster     | Andel  |
| ------------------- | ----------------- | ---------- | ------ |
| Vladimir Putin      | Partilös          | 39 740 434 | 53,4 % |
| Gennadij Ziuganov   | Kommunisterna     | 21 928 471 | 29,5 % |
| Grigorij Javlinskij | Jabloko           | 4 351 452  | 5,9 %  |
| Ogiltiga röster     | Ogiltiga röster   | 701 003    |        |
| SUMMA               | SUMMA             | 75 070 776 | 100 %  |